# Tehnoton
Tehnoton Iași (/teh.no'ton/) este o întreprindere românească fondată în 1972 la Iași, producând în principal electrocasnice și mașini industriale.
Până în 1989 a devenit unul dintre principalii producători de aparate de radio (cum ar fi renumitele modele "Gloria" și "Cosmos"), casetofoane și magnetofoane, exportând chiar și în țări cum ar fi Franța, Japonia, Statele Unite ale Americii. De asemenea Tehnoton producea sisteme de televiziune în circuit închis și echipamente de radiocomunicație maritimă pentru România și alte țări din Europa de Est.
Tehnoton a fost privatizată în anul 2000 și este acum partea principală a Grupului Omega-Tehnoton. În acest moment este specializată în prelucrarea metalelor și a materialelor plastice, precum și în producerea de dispozitive electronice.
Compania produce aparatură electrocasnică (aragaze și mașini de spălat).
A deschis în 2006, o fabrică de aragaze la Kinshasa, capitala Republicii Democrate Congo.
Acțiunile companiei se tranzacționează la categoria de bază a pieței Rasdaq, sub simbolul THNI.
Înființat în anul 2000, prin contopirea firmelor Tehnoton și Omega Is Communications, grupul industrial reunește în prezent zece companii, dezvoltate individual, ca centre de afaceri și numără aproape 3.000 de angajați.
Grupul Omega-Tehnoton are în componența sa firmele Tehnoton, Antrepriza Lucrări Drumuri și Poduri, Moldoforest, Vitalef, Omega Is Communications, Mega Ruslant, Tehnoton International, Tehnoton Aluminiu și Mega Design.
Număr de angajați în 2005: 559
Cifra de afaceri în 2005: 28,1 milioane lei (7,7 milioane euro)